# 第10回インド国際映画祭
第10回インド国際映画祭（だい10かいインドこくさいえいがさい、10th International Film Festival of India）は、1985年1月3日から同月16日までニューデリーで開催された。翌1986年にコルカタで「Filmotsav」が開催された影響で、第11回インド国際映画祭以降は開催日程が1月10日から同月24日に変更された。

## 受賞結果
- 長編映画部門金孔雀賞：『ボストニアン』 - ジェームズ・アイヴォリー、『持参金のない娘（英語版）』 - エリダル・リャザーノフ
- 短編映画部門金孔雀賞：『Narcissus』